# Pseudostenophylax sparsus
Pseudostenophylax sparsus là một loài Trichoptera trong họ Limnephilidae. Chúng phân bố ở miền Tân bắc.